# Caudete de las Fuentes (kommun)
Caudete de las Fuentes är en kommun i Spanien.   Den ligger i provinsen Província de València och regionen Valencia, i den centrala delen av landet, 230 km öster om huvudstaden Madrid. Antalet invånare är 747. Arean är 35 kvadratkilometer. Caudete de las Fuentes gränsar till Fuenterrobles, Requena, Utiel och Venta del Moro. 
Terrängen i Caudete de las Fuentes är platt.